# 穆罕默德·图西克
穆罕默德·图西克（Muhammad Tousiq，1995年1月5日—），巴基斯坦男子曲棍球運動員，亦為巴基斯坦国家男子曲棍球队成員。

## 簡歷
2010年11月，穆罕默德·图西克代表巴基斯坦出戰廣州亞運會，參加曲棍球比賽，奪得金牌。